# Försvarsverkens civila personals förbund
Försvarsverkens civila personals förbund var ett svenskt fackförbund inom Landsorganisationen (LO) som bildades 1917 under namnet Arméns civila personals förbund. Senare namnändrades förbundet 1920 till Försvarsverkens civila personals förbund. Det uppgick 1970 i Statsanställdas förbund.

## Bakgrund
De civila arbetarna inom armén var sena att organisera sig. Den första fackföreningen, Stockholms tygarbetareförening, bildades 1917 och samma år tillkom likaratade föreningar i bl.a. Boden, Karlsborg och Östersund. En viktig fråga under världskriget var de statliga dyrtidstilläggens nivå. Ett landsomfattande förbund framstod som nödvändigt om man skulle kunna bevaka tilläggen på ett framgångsrikt sätt. 

## Historia
- 1917 sammankallades en kongress och representanter för åtta arméfackföreningar bildade Arméns civila personals förbund med ordförande Elis Ek.
- 1918 anslöt sig föreningen till Statstjänarnas samarbetskommitté för genom den organisationen bevaka sina intressen rörande dyrtidstilläggen.
- 1919 fick man som en av de allra första yrkesgrupperna lagstadgad 8 timmars arbetsdag.
- 1920 anslöt sig Marinens varvsarbetareförbund och förbundet ändrade därför namn till Försvarsverkens civila personals förbund.
- 1923 inrättades en arbetslöshetskassa och förbundet anslöt sig till Statstjänarnas centralorganisation.
- 1931 begärde man utträde ur Statstjänarnas centralorganisation och blev istället medlem av LO 1935.
- 1937 bildade förbundet tillsammans med andra fackförbund inom det statliga området Statstjänarekartellen.
- 1941 omvandlades a-kassan till erkänd arbetslöshetskassa.
- 1950 hade förbundet 72 avdelningar med 19259 medlemmar.
- 1965 förstatligades polis-, åklagare- och exekutionsväsendet och förbundet tillfördes av den anledningen ca 500 nya medlemmar.
- 1966 fick de statliga tjänstemännen förhandlingsrätt och samma år kommunaliserades de statliga läroverken, vilket ledde till en förlust av ca 1400 medlemmar.
- 1970 var man tvungna att effektivisera förhandlingarna på det statliga området. Statstjänarekartellen förslog inte längre.  Åtta förbund och delar av ett nionde bildade därför tillsammans det nya Statsanställdas förbund.